# Barry Butler
Barry Butler (Farnworth, Inglaterra; 4 de junio de 1962-11 de junio de 2024) fue un futbolista inglés que jugó en las posiciones de centrocampista y defensa quién estuvo ocho años con Chester City desde 1985 hasta 1993. Inicialmente como centrocampista, también jugó como defensa y como atacante e incluso como portero después que el portero regular Billy Stewart fue expulsado contra el Bradford City en octubre de 1990.

## Biografía
Un ex-limpiador de ventanas, Butler fue moldeado por Chester del Atherton Laburnum Rovers en diciembre de 1985, una de las varias ocasiones en que el mánager Harry McNally lo firmó como un jugador desconocido para la liga teniendo éxito al ponerlo en forma regular. Butler debutó en la Liga de Futbol en la victoria de 1-0 en contra de Tranmers Rovers en enero de 1986 a la edad de 23 años, siendo un jugador regular el resto de la temporada, finalizando su promoción de la Liga de Futbol Cuatro. 
En octubre de 1989, Butler anotó un tardío gol para el Chester en un triunfo contra el Birminghan City en su aparición 119° para el club. Recuperó el tiempo perdido anotando 4 goles al fin de la temporada y se había embolsado 16 en ese tiempo antes de ser liberado por Graham Barry en mayo de 1993.
Butler regresó a la liga de futbol ahora con el Altrincham en marzo de 1994.
Butler murió en junio 24 a la edad de 62 años. Se desconoce la causa de su fallecimiento.

## Equipos
| Periodo   | Club                        |
| --------- | --------------------------- |
| 1980–1985 | Atherton Laburnum Rovers FC |
| 1985–1993 | Chester City FC             |
| 1993–1994 | Barrow AFC                  |
| 1994–1997 | Altrincham FC               |